# Atlapexco
Atlapexco (del náhuatl: Atlapech ‘Balsa sobre agua’) es una localidad mexicana, cabecera del municipio de Atlapexco en el estado de Hidalgo.

## Toponimia
Atlapexco.- Significa: Del Náhuatl: Atla, aguas, tlapechtli, andamio. En los andamios del agua.

## Historia
En el año  608 a. C. es el año en el que se estima que el poblado es fundado. El 7 de diciembre de 1870, por el decreto n.º 86, se erige el municipio de Atlapexco, con la sección del mismo nombre, con la categoría de pueblo. En 1936 Atlapexco es elevado a categoría municipal y se constituye por su ubicación en centro distribuidor.

## Geografía
Se encuentra en la región Huasteca, la localidad le corresponden las coordenadas geográficas 20°1′19.4164″ de latitud norte y 99°21′15.5376″ de longitud oeste, con una altitud de 158 m s. n. m. Se encuentra ubicado a 191.926 km de Pachuca de Soto, a  338.423 km de la Ciudad de México.
Su terreno es de sierra principalmente; y se encuentra en la provincias fisiográfica del Sierra Madre Oriental, y dentro de la subprovincia del Carso Huasteco. En lo que respecta a la hidrología se encuentra posicionado en la región del Pánuco, dentro de la cuenca del río Moctezuma, y en las subcuenca del río Los Hules.

### Clima
Cuenta con un clima semicálido húmedo con lluvias todo el año; con una temperatura media anual de 22 °C y una precipitación pluvial anual de 1800 mm.
| Parámetros climáticos promedio de Atlapexco   | Parámetros climáticos promedio de Atlapexco | Parámetros climáticos promedio de Atlapexco | Parámetros climáticos promedio de Atlapexco | Parámetros climáticos promedio de Atlapexco | Parámetros climáticos promedio de Atlapexco | Parámetros climáticos promedio de Atlapexco | Parámetros climáticos promedio de Atlapexco | Parámetros climáticos promedio de Atlapexco | Parámetros climáticos promedio de Atlapexco | Parámetros climáticos promedio de Atlapexco | Parámetros climáticos promedio de Atlapexco | Parámetros climáticos promedio de Atlapexco | Parámetros climáticos promedio de Atlapexco |
| Mes                                           | Ene.                                        | Feb.                                        | Mar.                                        | Abr.                                        | May.                                        | Jun.                                        | Jul.                                        | Ago.                                        | Sep.                                        | Oct.                                        | Nov.                                        | Dic.                                        | Anual                                       |
| --------------------------------------------- | ------------------------------------------- | ------------------------------------------- | ------------------------------------------- | ------------------------------------------- | ------------------------------------------- | ------------------------------------------- | ------------------------------------------- | ------------------------------------------- | ------------------------------------------- | ------------------------------------------- | ------------------------------------------- | ------------------------------------------- | ------------------------------------------- |
| Temp. máx. abs. (°C)                          | 38.0                                        | 38.5                                        | 43.5                                        | 48.5                                        | 48.0                                        | 48.0                                        | 41.0                                        | 41.5                                        | 39.5                                        | 38.0                                        | 39.0                                        | 35.5                                        | 48.5                                        |
| Temp. máx. media (°C)                         | 25.1                                        | 27.0                                        | 30.1                                        | 33.3                                        | 35.7                                        | 35.7                                        | 33.8                                        | 34.2                                        | 32.5                                        | 31.0                                        | 28.4                                        | 25.8                                        | 31.1                                        |
| Temp. media (°C)                              | 19.0                                        | 20.5                                        | 23.4                                        | 26.5                                        | 29.1                                        | 29.2                                        | 27.9                                        | 28.1                                        | 27.0                                        | 25.1                                        | 22.3                                        | 19.8                                        | 24.8                                        |
| Temp. mín. media (°C)                         | 13.0                                        | 14.0                                        | 16.7                                        | 19.7                                        | 22.4                                        | 22.7                                        | 22.1                                        | 21.9                                        | 21.4                                        | 19.2                                        | 16.2                                        | 13.8                                        | 18.6                                        |
| Temp. mín. abs. (°C)                          | 2.0                                         | 4.0                                         | 5.5                                         | 9.5                                         | 4.0                                         | 3.6                                         | 17.5                                        | 0.3                                         | 1.0                                         | 4.0                                         | 2.3                                         | -2.0                                        | -2.0                                        |
| Precipitación total (mm)                      | 47.2                                        | 42.7                                        | 42.1                                        | 78.4                                        | 98.9                                        | 175.5                                       | 213.4                                       | 178.5                                       | 329.9                                       | 176.9                                       | 74.1                                        | 41.6                                        | 1499.2                                      |
| Días de lluvias (≥ 0.1)                       | 10.0                                        | 8.0                                         | 6.9                                         | 6.8                                         | 7.1                                         | 10.8                                        | 15.6                                        | 13.8                                        | 14.8                                        | 10.7                                        | 9.2                                         | 9.5                                         | 123.2                                       |
| Fuente: Servicio Meteorológico Nacional. 2015 |                                             |                                             |                                             |                                             |                                             |                                             |                                             |                                             |                                             |                                             |                                             |                                             |                                             |

## Demografía
De acuerdo con el Censo de Población y Vivienda 2020 del INEGI; la localidad tiene una población de 2960 habitantes, lo que representa el 14.94 % de la población municipal. De los cuales 1393 son hombres y 1567 son mujeres; con una relación de 88.9 hombres por 100 mujeres.
Las personas que hablan alguna lengua indígena, es de 713 personas, alrededor del 24.09 % de la población de la ciudad. En la ciudad hay 8 personas que se consideran afromexicanos o afrodescendientes, alrededor del 0.27 % de la población de la ciudad.
De acuerdo con datos del censo INEGI 2020, unas 2344 declaran practicar la religión católica; unas 338 personas declararon profesar una religión protestante o cristiano evangélico; 1 personas declararon otra religión; y unas 277 personas que declararon no tener religión o no estar adscritas en alguna.
| Gráfica de evolución demográfica de Atlapexco entre 1900 y 2020                              |
|                                                                                              |
| Población de los censos y conteos del Instituto Nacional de Estadística y Geografía (INEGI). |

## Economía
Tiene un grado de marginación bajo y un grado de rezago social muy bajo. Las principales actividades económicas son el comercio y la agricultura.

## Ciudades Hermanadas
La localidad está hermanada con:
- México, Huautla (2013)
- México, Calnali (2013)